# Acuariofilia

Carpas comunes, también llamados Kois, de múltiples colores en un estanque común.

La acuariofilia moderna es la afición a la cría de peces y otros organismos acuáticos en acuario, bajo condiciones controladas. Ha evolucionado tremendamente a lo largo de los siglos, desde el mantenimiento de carpas doradas con fines ornamentales en recipientes y estanques, desde hace dos mil años.
Existen referencias en la antigua China sobre la cría de peces dorados en depósitos cerámicos, a temperatura ambiente. El nivel de la acuariofilia era totalmente básico, sin sistemas de soporte de vida para los peces, que requerían especies resistentes y constantes cambios de agua. Este sistema arcaico se perpetuó hasta nuestros días a través de las peceras, y se superó con el desarrollo de los modernos acuarios.
Actualmente la acuariofilia es una afición que puede llegar a altos niveles de conocimiento y sofisticación, que traspasan la frontera de afición para convertirse en una verdadera ciencia, la acuariología.

## Historia

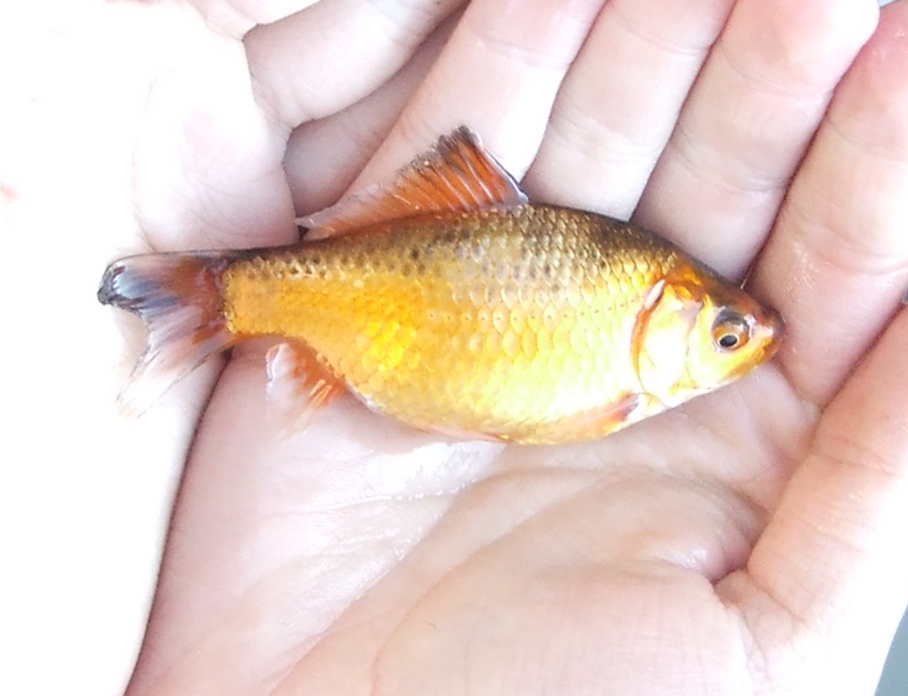
Variedad silvestre de carpín dorado.

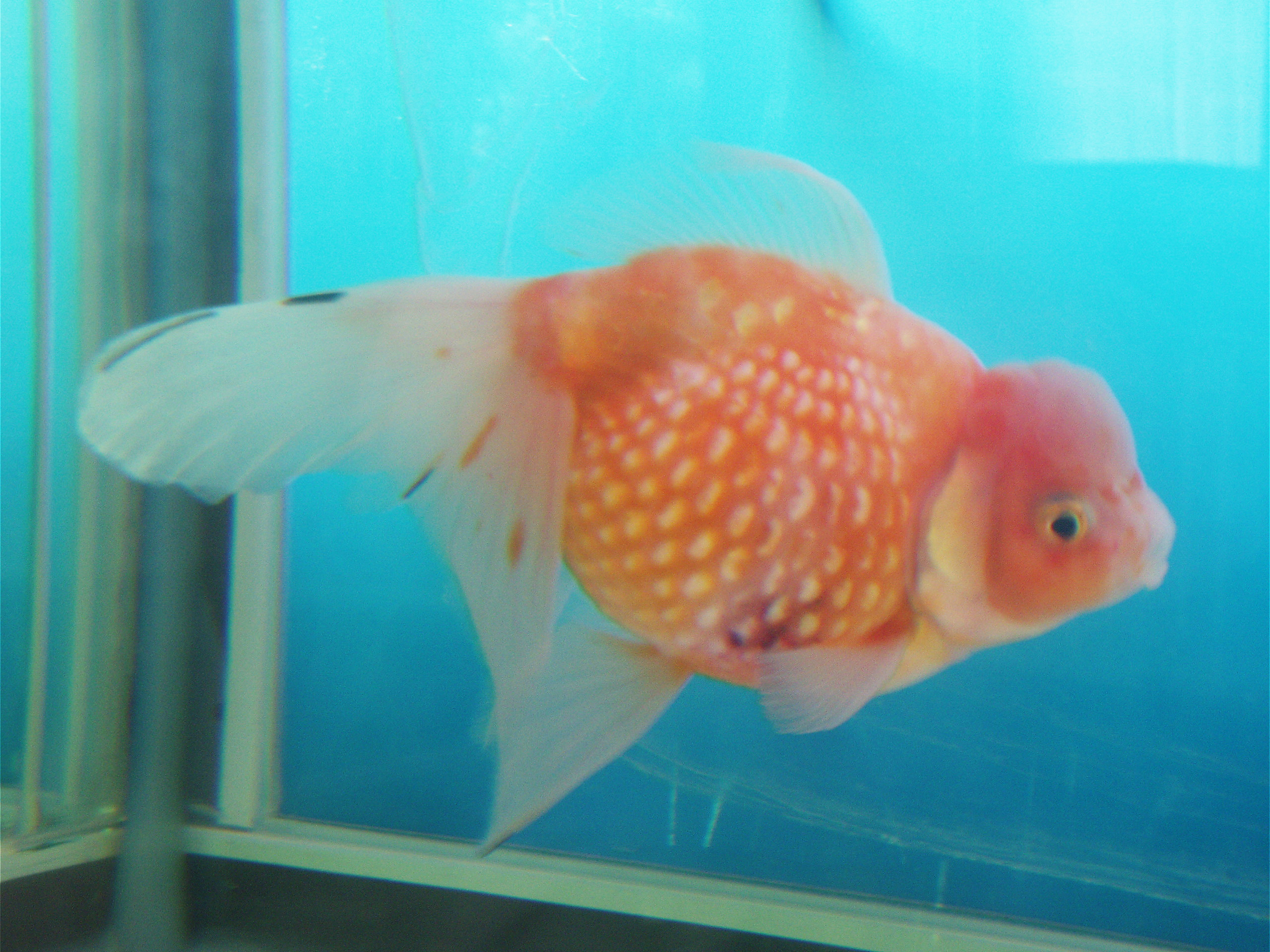
Variedad Escama de Perla de Carassius auratus auratus.

El origen de la acuariofilia es muy antiguo, y va ligado al de la acuicultura. Los antecedentes de cultivo de peces, fundamentalmente carpas, se remontan a los sumerios, que ya utilizaban estanques para mantener peces vivos destinados a alimentación. Los romanos también criaban carpas destinadas al consumo.
En China, los bancales inundados para el cultivo de arroz eran utilizados para la cría de carpas, como fuente complementaria de proteína. De estos cultivos aparecieron formas coloreadas de carpines dorados y carpas koi que fueron seleccionadas por su belleza. Posteriormente fueron llevadas a Japón, donde se desarrollaron nuevas variedades.
Durante la Dinastía Song, gobernantes de China en el periodo que va de 960 a 1279, fue cuando se popularizó más el mantenimiento de peces dorados en recipientes de cerámica.
Sobre el año 1750 se introdujo en Europa los primeros peces de colores, pero hasta el siglo XX no se empezó a intentar la cría de especies tropicales, debido a la dificultad para obtener ejemplares vivos (tenía que hacer largos viajes), y la dificultad de mantenimiento (aparte de condiciones ambientales y alimentación, no existían sistema de calefacción adecuados).
Sobre los años 1930 el acuario se empezó a convertir en un objeto de decoración en algunos hogares y lugares públicos.

### Los carpines dorados y las carpas koi
En los inicios de la acuariofilia, dos especies destacan por encima de todas: el carpín dorado y la carpa koi.

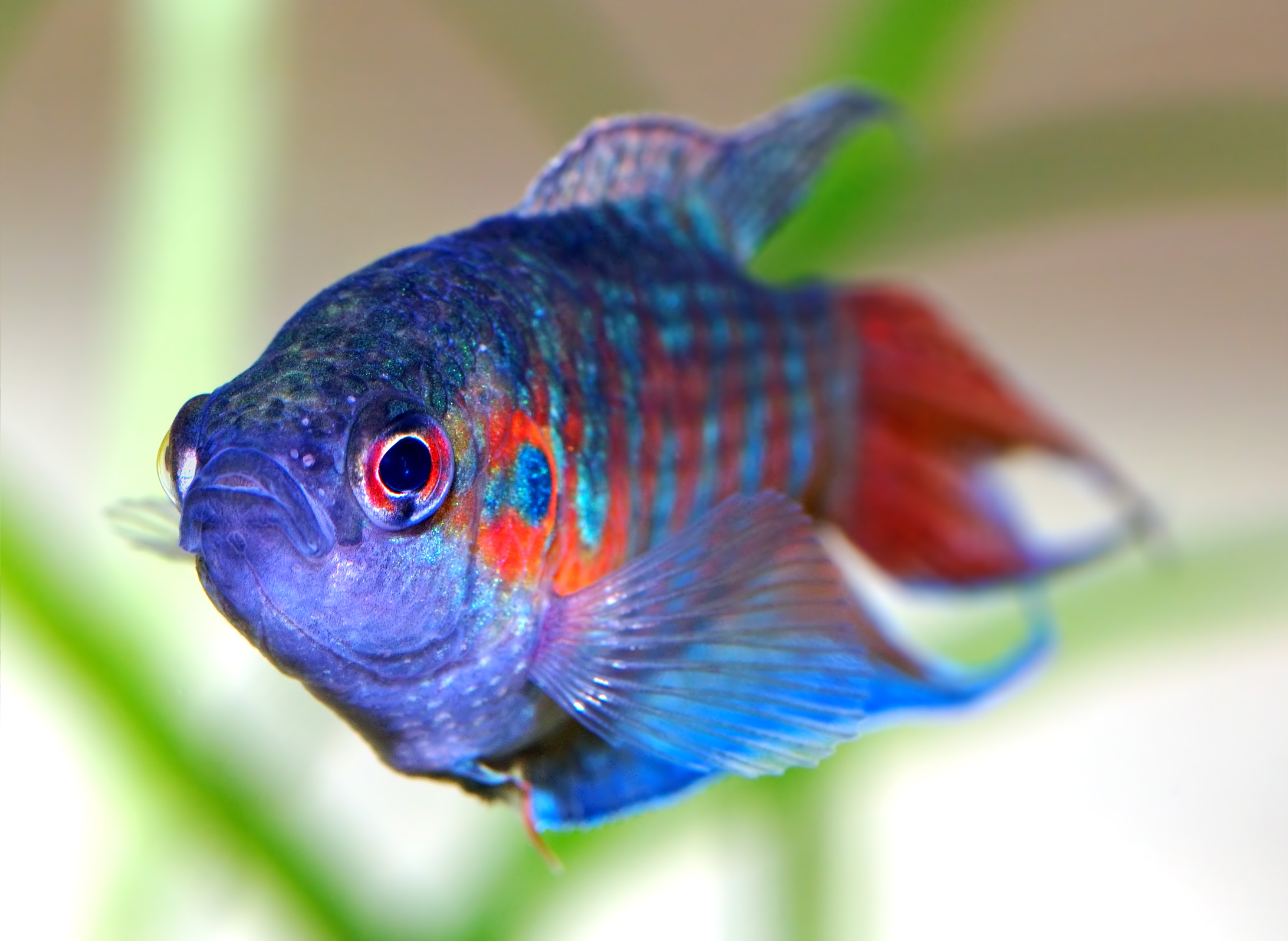
Un Macropodus opercularis cara a cara.

Los primeros peces que se mantuvieron con éxito en pequeñas vasijas cerámicas fueron variedades doradas de Carassius auratus, un ciprínido de tamaño medio de gran resistencia y colorido, capaz de resistir las difíciles condiciones de mantenimiento de la época. Aunque también se utilizaba en estanques ornamentales, este se convirtió en el reino de las carpas koi, un ciprínido similar pero de mucho mayor tamaño, más adecuado para los grandes estanques.
Siglos de cría selectiva llevaron al desarrollo de variedades muy diferentes a las salvajes, en morfología y en colorido. Las carpas koi fueron por el camino del colorido (y en menor medida la forma), al ser peces de estanque visibles fundamentalmente por su parte dorsal. Se han desarrollado numerosas variedades, algunas enormemente cotizadas y de gran belleza.

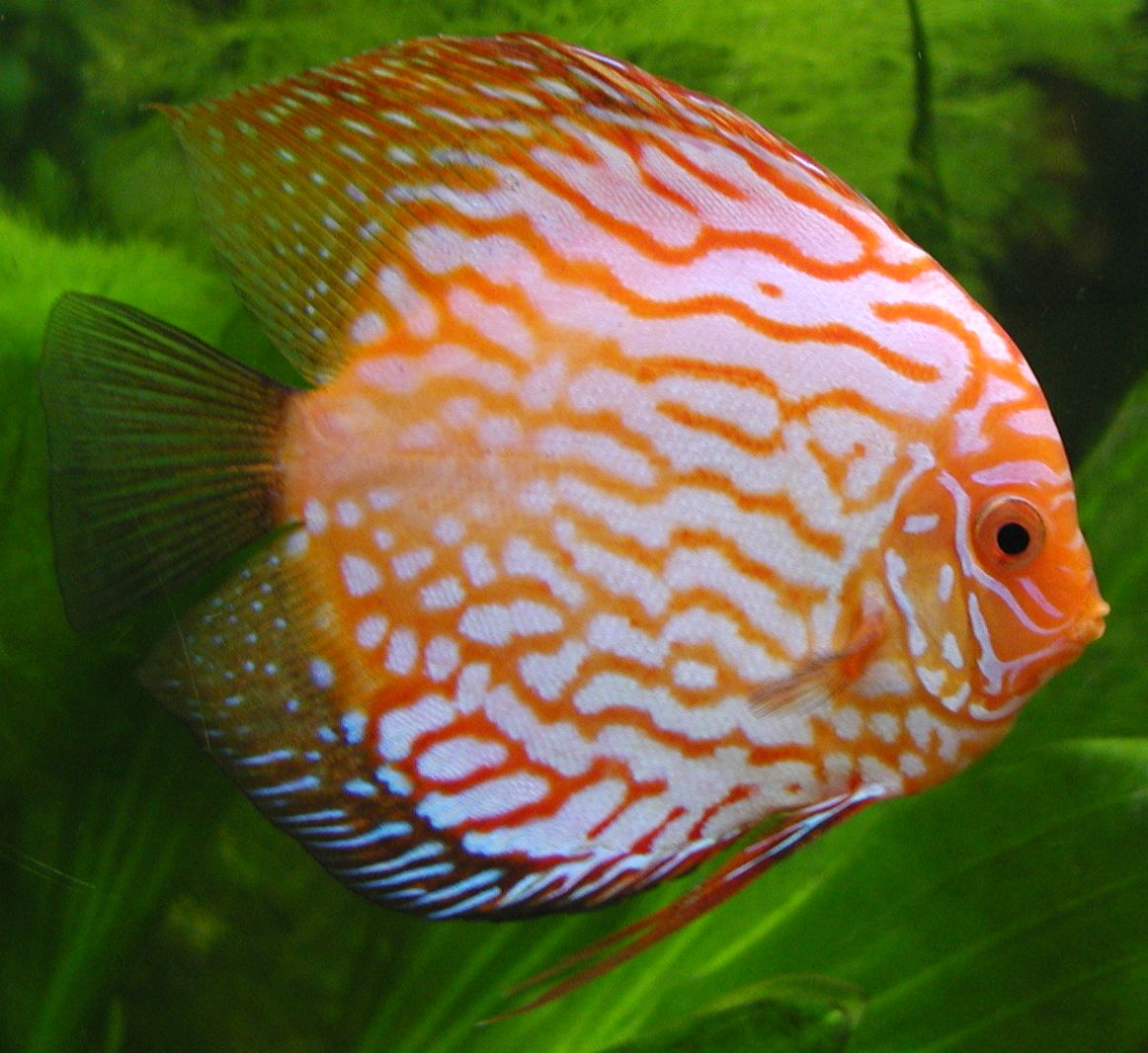
Pez disco variedad Pigeon Blood

Del carpín dorado inicialmente se desarrollaron variedades de aletas más largas y mayor colorido, y con el tiempo variantes morfológicas muy diferentes a la forma salvaje, con aletas duplicadas y extrañas formas corporales, en algunos casos bellas, en otros de discutible moralidad, como el caso de las variedades de ojos de burbuja.

### Los peces tropicales
Los peces dorados fueron los primeros peces en ser mantenidos por los acuariófilos, pero en el planeta existían otros cientos de especies de peces de atractivos colores e interesantes comportamientos adecuados para ser mantenidos en acuarios domésticos, pero que requerían unas condiciones mucho más exigentes. Además, la gran mayoría de ellos, al ser tropicales, requerían temperaturas estables y superiores a la mayoría de países en los que se practicaba la afición. Además, la gran mayoría de especies eran altamente delicadas, al ser capturadas en su medio natural.
Las primeras especies que se consiguieron reproducir con éxito fueron los peces paraíso y los luchadores de Siam, peces resistentes capaces de aguantar temperaturas medianamente bajas, y con un órgano de respiración auxiliar (el laberinto), que les permite respirar aire atmosférico, algo fundamental ante los inexistentes sistemas de aireación del momento.
Con el desarrollo de termocalentadores, bombas de aire y filtros, se fue ampliando el número de especies mantenidas con éxito. Y con el desarrollo del cultivo de peces ornamentales, se fueron obteniendo ejemplares mucho más resistentes a la cautividad, incluso en especies que eran consideradas de dificultad, como el Pez Disco. 

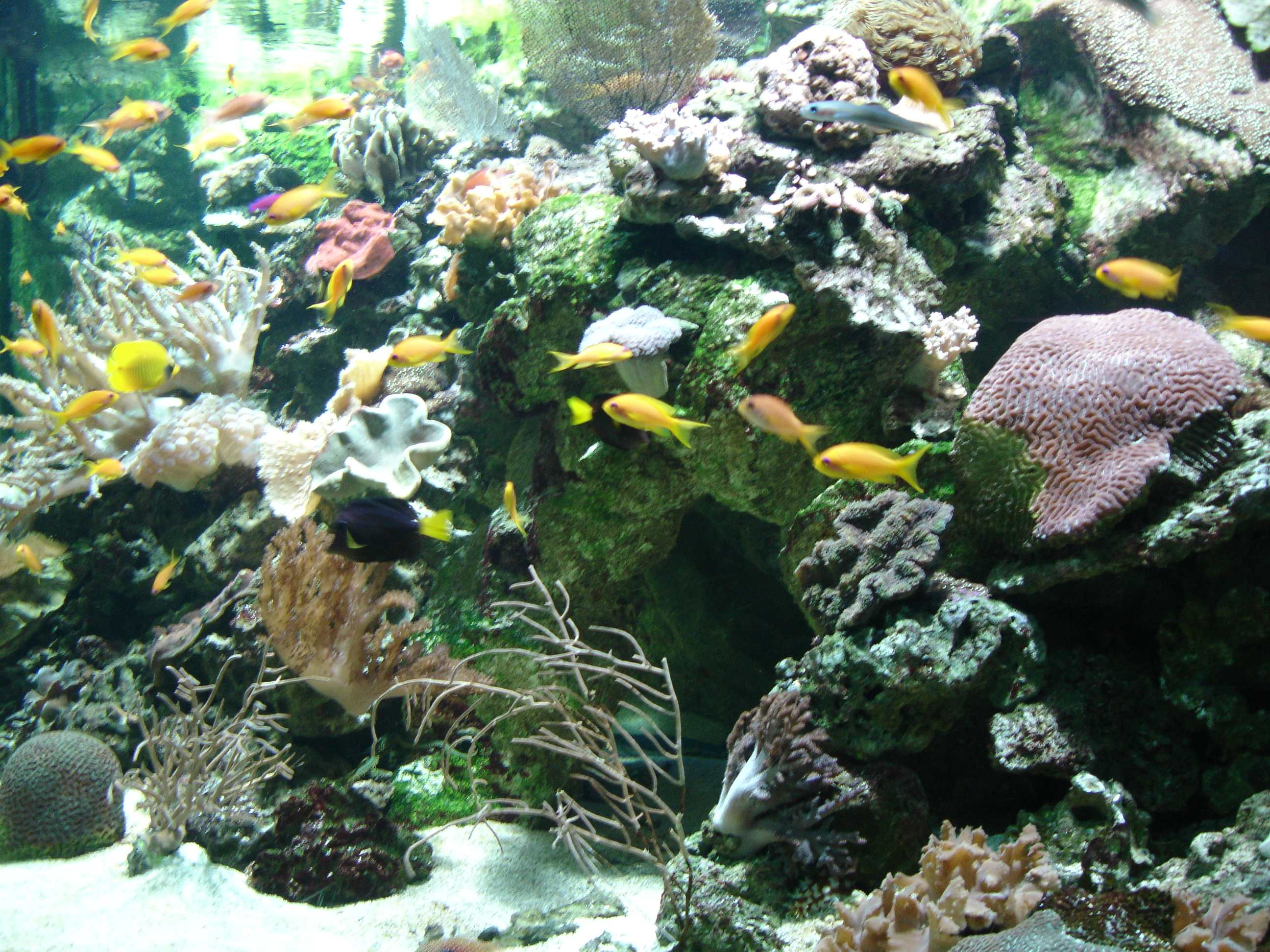

### La acuariofilia marina
Los primeros acuarios marinos tropicales eran solo de peces, con peces payaso, damiselas y pomacántidos. Presentaban las mismas dificultades que los peces tropicales de agua dulce, y algunas más.
Los peces marinos son más sensibles a las variaciones: en general, el mar es un medio mucho más estable que cualquier río o lago. Además, existe el agravante del agua de mar, que hay que ir al mar a por ella, o prepararla a base de agua dulce y sales marinas (muy diferente a la sal común).
El avance en el conocimiento y el desarrollo de la cría de peces, la tecnología y las sales marinas hizo que se popularizasen los acuarios marinos a finales de los años 1980. En la actualidad es posible montar un acuario de arrecife doméstico, algo impensable antes de los años 1980. La tendencia actual en acuarios de arrecife es la de limitar el número de peces e incrementar el volumen de roca viva (sustrato rocoso poroso colonizado por infinidad de pequeños microorganismos) y de otros invertebrados, tales como cnidarios (corales,  anémonas...) y moluscos (caracoles, bivalvos...). Algunos complementos tecnológicos importantes en un acuario marino, sobre todo si en él se trata de representar un ecosistema de arrecife, son la iluminación de alta intensidad y espectro continuo (conseguida generalmente con lámparas de descarga de halogenuros metálicos) y la espumación cíclica del agua, mediante un dispositivo denominado skimmer o espumador que elimina residuos orgánicos mediante separación fraccionada de la espuma producida en una columna, por la cual pasa continuamente el agua del acuario.

## La acuariofilia moderna
El principio básico de la acuariofilia moderna es la recreación de un ecosistema acuático artificial en el que puedan desarrollar un comportamiento natural todo tipo de especies acuáticas, y estabilizado a través de sistemas técnicos auxiliares. Ya no es una afición centrada en el mantenimiento exclusivo de peces, sino una afición basada en una ciencia, la acuariología. Existen muchos acuarios sin peces o casi sin peces, creados específicamente para plantas acuáticas (disciplina denominada paisajismo acuático), invertebrados, anfibios y reptiles acuáticos.
El mercado mundial mueve cerca de mil millones de dólares por año, y la industria de equipamientos y accesorios (incluyendo libros y revistas sobre el tema) es de más de 15 000 millones de dólares.
En Estados Unidos la acuariofilia ocupa el tercer lugar en el orden de pasatiempos más practicados (el primero es la fotografía y el segundo la filatelia). En Japón existen cerca de 1,2 millones de acuaristas (los japoneses creen que los acuarios "traen suerte"). En Brasil existen más de 500 000 acuarios, para un total de 2 millones de acuarios en todo el mundo, aproximadamente.

## Especies invasoras

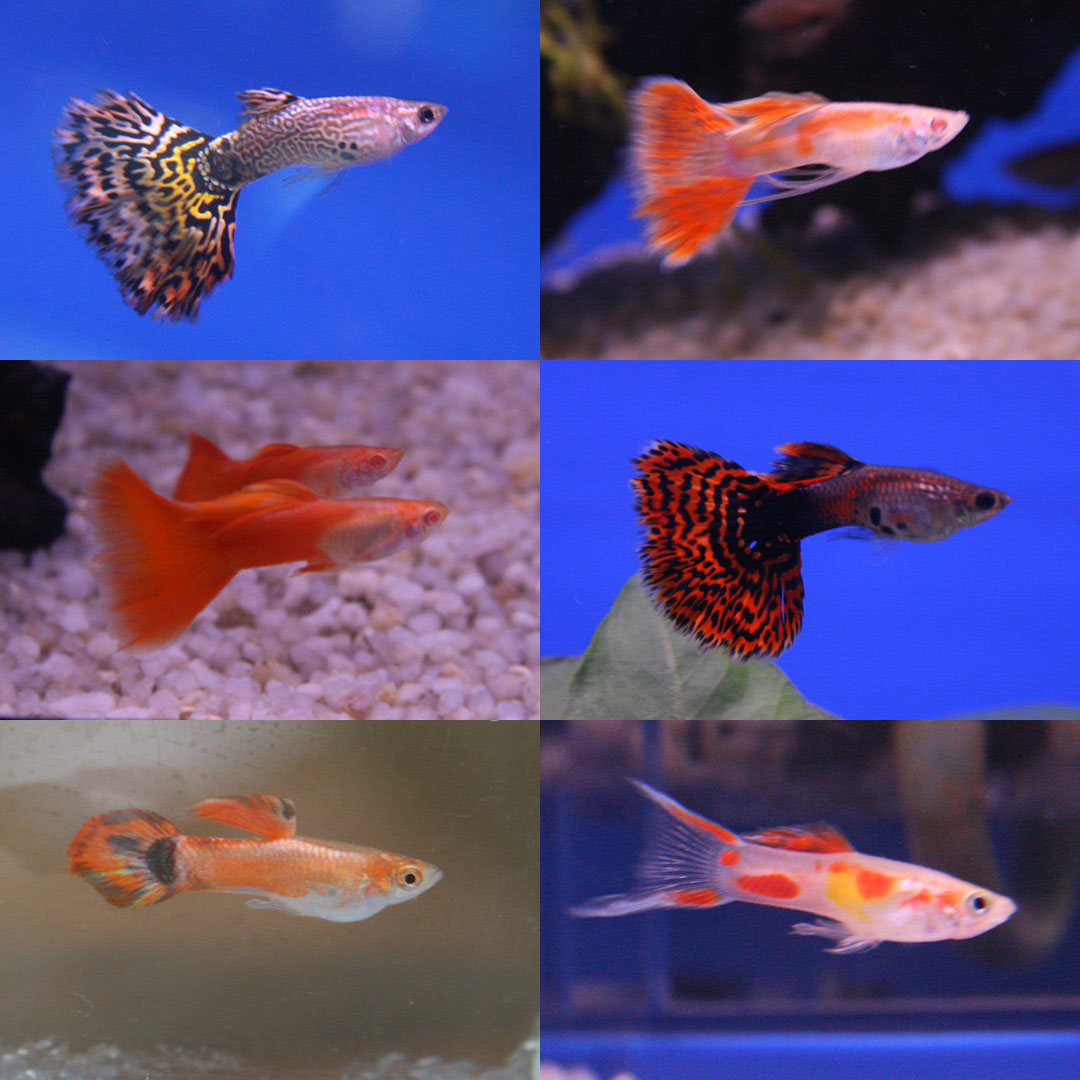
Los guppis son una de las especies más populares. Originarios del norte de Sudamérica, son sin embargo la especie más abundante del Parque Estadual de Itacolomi, en Minas Gerais, debido a que los acuaristas los han arrojado allí.

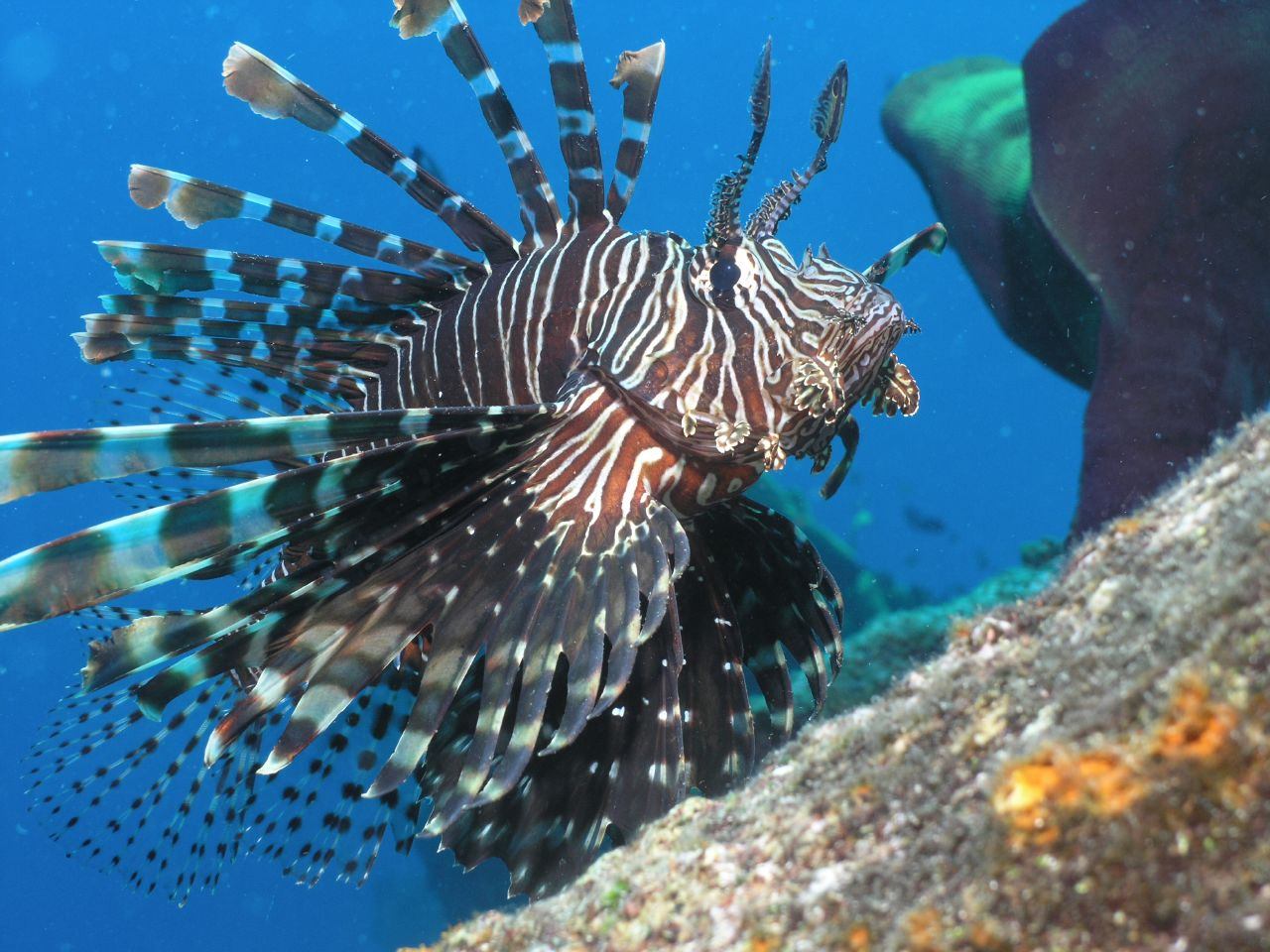
Pez león.

La cría de especies ornamentales es una fuente de diseminación de peces no nativos (exóticos) en cuerpos de agua. Esto ocurre porque los peces que originalmente se mantuvieron en estanques suelen ser liberados en medios silvestres, causando así una de las principales causas de pérdida de biodiversidad del planeta.
Los peces de acuario no deberían ser liberados en un medio ambiente que no sea el que les corresponde. Las especies invasoras pueden afectar seriamente a sus nuevos hogares al aprovecharse o competir con las especies nativas. Si un acuarista desea deshacerse de su pez, debe donarlo, venderlo o sacrificarlo con anestésicos o por congelamiento. Algunos ejemplos destacados de invasiones por parte de peces exóticos son:
- El cíclido convicto, originario de América Central, compitiendo por el alimento con especies nativas de Australia.
- En Dinamarca, el  pez asiático carassius diseminó parásitos en las especies nativas.
- El guppy, del norte de Sudamérica, se convirtió en la especie más abundante del Parque Estadual do Itacolomi, en Minas Gerais, Brasil.
- En Florida, Estados Unidos el pez gato sudamericano creó huecos en las barrancas de los lagos, erosionándolas a gran velocidad.
- El venenoso  pez león, aunque originario de Asia se lo encuentra ya en el Océano Atlántico, sobre todo en el Mar Caribe. Es una seria amenaza para la fauna local de peces e invertebrados de los cuales se alimenta y un riesgo para el equilibrio de los ecosistemas marinos de la región debido a que no posee enemigos naturales en esas aguas y además puede reproducirse a un ritmo vertiginoso.

Algunas de las características que hacen que una especie exótica sea una potencial especie invasora, son:
- Corta vida (2 a 3 años).
- Rápido crecimiento.
- Rápida madurez sexual.
- Alta fecundidad.
- Capacidad de colonizar diversos tipos de hábitat (eurioico).
- Presentar amplias tolerancias fisiológicas (euritópico).
- Comportamiento gregario.
- Asociación con actividades humanas (fuente alimenticia, a través de la navegación, por ser una especie ornamental, etc.)
- Variabilidad genética amplia.
- Alimentación sobre organismos en el agua, como el plancton.

## Familias
Las principales familias de peces tropicales de agua dulce usadas en acuariofilia son las siguientes:
- Poecílidos (guppys, espadas, mollys)
- Ciprinodóntidos (killis)
- Ciprínidos (barbos y cebras)
- Carácidos (tetras)
- Osphronemidae (gouramis y bettas)
- Melanoténidos
- Cíclidos (ángeles, discos)
- Loricáridos (plecos)
- Calíctidos (corys)
- Cobítidos (lochas)